# Lamai (taal)
Lamai is een dialect van het Siraya, een Zuidwest-taal gesproken in het zuidwesten van Taiwan. Het Lamai is dood, net zoals het Siraya.

## Classificatie
- Austronesische talen
  - Oost-Formosaanse talen
    - Zuidwest-talen
      - Siraya
        - Lamai

Lamai · Makatao · Pangsoia-Dolatok · Siraya · Taivoaans